# León Zafir
Pablo Emilio Restrepo López, “León Zafir” fue un poeta colombiano. 

## Biografía
Nació en el municipio de Anorí, Antioquia, Colombia, en 1900. Su fecha de nacimiento no es precisa, pero su partida de bautismo, del 12 de julio de ese año, dice que era un niño de 20 días de nacido. Falleció en Medellín el 9 de julio de 1964.
Junto con Tartarín Moreira y el Caratejo Vélez, otros dos bardos antioqueños contemporáneos, León Zafir, cuyo nombre real era Pablo Emilio Restrepo López, dejó en sus trabajos un legado poético y musical que se convirtió en parte de la tradición cultural antioqueña y nacional. Escribió los libros "Aquí Voy" (1935), "Luna sobre el monte" (1939) y "Nosotros somos así" (1963). 

## Algunas de sus obras musicalizadas
Algunos de sus poemas fueron musicalizados por compositores como Carlos Vieco, Camilo García y Eladio Espinosa; esto le dio a conocer en la Industria Musical colombiana de los años 1950, ya que estos temas ("Cultivando rosas", "Hacia el calvario", "Morenita, la dulzura", "Tierra buena", "Primavera en Medellín", y "Más morena") fueron interpretados por destacados cantantes latinoamericanos, como Alfonso Ortiz Tirado, y colombianos, como El Dueto de Antaño, Sarita Herrera y Víctor Hugo Ayala, entre otros.